# 莫夫恰尼 (克拉西利夫區)
49°39′16″N 27°4′17″E / 49.65444°N 27.07139°E
莫夫恰尼（烏克蘭語：Мовчани）是位於烏克蘭西部的村莊，由赫梅利尼茨基州裡赫梅利尼茨基區的什奇博里夫卡市鎮負責管轄。該村面積0.8平方公里，海拔高度308米，2024年人口200，人口密度每平方公里367人。